# National Electric Vehicle Sweden
National Electric Vehicle Sweden AB est une holding sino-suédoise propriétaire du constructeur automobile suédois Saab Automobile AB depuis 2012. Issue d’une entreprise chinoise spécialisée dans les énergies renouvelables, National Modern Energy, elle vise à développer puis produire des automobiles électriques à partir des installations suédoises de l’ancienne marque Saab Automobile et propose des services relatifs à l’industrie automobile. À partir de l’été 2016 les véhicules seront commercialisés sous la marque NEVS, mais depuis mars 2023 les activités sont suspendues.

## Développement
National Electric Vehicle Sweden (NEVS) est dans les premiers temps issue de la collaboration entre un entrepreneur chinois spécialisé dans le biocarburant, Kai Johan Jiang, et l’ingénieur japonais Sanefumi Sammy Shoji spécialisé dans le développement de véhicules électriques. Via leur société respective, National Modern Energy (MNE) pour l’un, et Sun Investment pour l’autre, ils fondent la holding NEVS en 2012 pour se porter acquéreur de la marque Saab Automobile AB, alors en faillite, et de l’ensemble de ses avoirs. NEVS sera sélectionné puis choisi par le tribunal de Vänesborg, l’acquisition signée début juin 2012 puis finalisée le 3 septembre suivant. La holding devient ainsi propriétaire du site Saab de Trollhättan, qui comprend une usine modernisée, un laboratoire de design, un centre et des pistes d'essais, un musée, ainsi que des filiales de recherche et développement pour les moteurs (Saab Automobile Powertrain), pour l’outillage (Saab Automobile Tools), et les brevets concernant la plate-forme modulaire hybride ou électrique Phoenix, qui devait préfigurer la future automobile Saab.
Devant l’ampleur de la tâche le Japonais se désiste, et NEVS négocie un partenariat financier avec la ville de Qingdao, via un fonds d’investissement nommé Qingbo, qui détient alors 22 % des parts. Une usine est prévue dans les environs de la ville, laquelle commande dans un premier temps une série de Saab 9-3 électriques équipées des batteries de la Beijing National Battery Technology. En attendant le terme de leur développement, NEVS reprend la production des Saab 9-3 essence en évitant au maximum les éléments de l’ancien propriétaire General Motors (GM). Les lignes d'assemblage de Trollhättan redémarrent le 22 août 2013, la première voiture de série sort le 2 décembre de la même année et les ventes commencent dès janvier 2014. La licence du griffon étant perdue, la voiture arbore un logo simple et rond n’affichant que l’acronyme Saab, avec l’inscription NEVS sur les flancs.
Entre-temps une catastrophe industrielle majeure se produit à Qingdao en novembre 2013 et fragilise la situation financière de la ville, mettant un terme au partenariat financier. Faute de trésorerie, NEVS est alors contraint d’interrompre la production dès le 20 mai 2014, et de rechercher de nouveaux partenaires. Pour gagner du temps, l’entité fait placer Saab Automobile sous la protection de la loi suédoise sur les faillites. En mai 2015, profitant d'une campagne de mesures financières du gouvernement chinois en faveur des véhicules électriques, la compagnie trouve deux partenaires techniques et financiers auprès de la ville de Tianjin (THT) et d’un institut de recherche, le Beijin State Research Information Technology (SRIT). Un accord qui aboutit à la construction, en juin 2015, d’une usine et d'un centre de recherche et développement à Tianjin même, dans la Zone de développement industriel hi-tech de Tianjin Binhai, pour 400 millions de dollars.
Dans la foulée, après moult faux espoirs et négociations, Kai Johan Jiang finit par sceller une étroite coopération avec le constructeur chinois Dongfeng Motor Corporation, qu’il signe en août 2015. Ce partenariat prévoit le partage des compétences techniques, le développement et la production de véhicules électriques, l’expertise technique (normes) de Saab Automobile pour la diffusion de véhicules Dongfeng sur le marché européen et nord-américain, l’utilisation commune des installations de Trollhättan et du nouveau site industriel situé à Tianjin. Mais dans le même temps NEVS perd l’autorisation d'utiliser l’acronyme SAAB sur ses productions, le groupe Saab AB ne montrant définitivement aucune intention de renouveler la licence. Grâce à ces nouveaux apports en capitaux, NEVS s’affranchit définitivement de ses dernières dettes en début septembre 2015 à hauteur de 231 millions de couronnes suédoises (24 millions d'euros). Le composante recherche et développement est, elle, renforcée par la signature d’une alliance, le 21 octobre 2015 à Pékin, avec le Japonais Renesas Electronics Corporation, spécialiste des semi-conducteurs et des solutions en électronique appliquée.
En décembre 2015, porté par une politique fiscale et industrielle chinoise encourageant le développement des véhicules électriques, Kai Johan Jiang s’allie avec le fonds d’investissement pékinois Hasun Asset et fonde Panda New Energy (PNE). Destinée à diffuser des véhicules électriques en location, la jeune pousse entre en concurrence directe avec une douzaine d’autres startups du même secteur, dont Faraday Future du milliardaire chinois Jia Yueting. Le même mois, Panda New Energy signe un contrat d’approvisionnement avec NEVS d’un montant de 78 milliards de yuans, portant sur 150 000 voitures électriques basées sur l’ancienne Saab 9-3, livrables sur cinq ans. Ces véhicules, en partie assemblés dans la nouvelle usine de Tianjin, seront proposés en location à des compagnies de taxi.
Après la signature d’autres partenariats industriels, notamment avec China Volant Industry Co. (Volinco, en chinois Huateng) en janvier 2016, puis avec State Grid Electric Services en mars 2016, un géant chinois des réseaux électriques, Nevs dévoile en juin de la même année sa nouvelle identité. Une marque et un logo, l’acronyme NEVS, signeront les futurs véhicules électriques de la compagnie, abandonnant ainsi définitivement toute référence au groupe Saab AB tout en intégrant l’héritage de Saab Automobile.
C’est à l'occasion de l’Asian Consumer Electronics Show (CES Asia) 2017, à Shanghai, que NEVS dévoile enfin ses prototypes aboutis, le 7 juin 2017. Trois modèles électriques animent l'emplacement, une berline basée sur la dernière Saab 9-3, un break issu du cross-over Saab 9-3X, et un prototype inédit de véhicule autonome de transport, piloté par GPS, nommé inMotion. Tous se destinent à un modèle économique de société de service dans la mobilité urbaine ou extra-urbaine. La commercialisation est envisagée en 2018 sur le marché chinois, et leur assemblage prévu dans les usines chinoises de Tianjin et Longyan, dans le Fujian. Le premier véhicule, estampillé 9-3EV (pour Electric Vehicle), sort des lignes d’assemblages le 5 décembre 2017 à l’occasion de l’inauguration de l’usine de Tianjin, qui officialise du même coup le partenariat avec la société DiDi, qui propose la plate-forme d’autopartage, et le groupe GEICO (Global Energy Interconnectivity Corporation), qui fournira l’infrastructure de recharge.
Le 15 janvier 2019, le promoteur immobilier chinois Evergrande Group, par sa filiale Evergrande Health Industry Group, se porte acquéreur de 51 % des parts de NEVS, contre 930 millions de dollars, pour lancer la production du 9-3X électrique à l'usine de Tianjin. Quelques jours plus tard, le 29 janvier, NEVS conclura un accord avec le Suédois Koenigsegg pour le développement d'un véhicule électrique haute performance, au sein d'une coentreprise dont NEVS détient 65 % des parts.

## Démarrage
Si NEVS avait déjà commencé à produire une poignée de Saab 9-3 essence peu après l’acquisition de la marque suédoise, en décembre 2013, le véritable démarrage de la compagnie est lancé bien plus tard avec la production de la première voiture électrique, le 5 décembre 2017, à l’usine de Tianjin. Cette production s’inscrit dans le partenariat signé avec la plate-forme chinoise d’autopartage DiDi Chuxing, le 25 octobre 2017 et avec la Contemporary Amperex Technology Co. Limited (CATL), en février 2017, pour la fourniture des batteries. NEVS et DiDi décideront par ailleurs de s'allier à la Global Energy Interconnectivity Corporation (GEICO), distributeur de courant électrique, pour fonder le consortium Global New Energy Vehicle Service Company (GNEVS), une sorte d’entreprise spécialisée dans les services, infrastructures comprises, dédiés à l’autopartage de véhicules électriques.

## Écosystème de mobilité
En 2020, NEVS lance son écosystème de mobilité PONS, conçu pour les villes moyennes, après 4 ans d'études et de développement. L'environnement complet intègre un véhicule autonome, Sango ; une application pour téléphone portable, Okulo, permettant de localiser les véhicules autonomes et d'en commander les services ; une plateforme informatisée d'administration de la flotte, Kovo. Le système sera en test pilote dans la ville de Stockholm à partir de 2021, avec une dizaine de véhicules autonomes. 

## Liquidation
En mars 2023 NEVS annonce sa mise en « hibernation », qui se caractérise par une suspension complète des activités du site de Trollhättan et le licenciement de 320 employés sur les 340 restants. Sa directrice intérimaire Nina Selander évoque la volonté du groupe chinois Evergrande, actionnaire principal, d'abandonner le secteur de la mobilité électrique après l'échec commercial de son SUV électrique, le Hengchi 5, et des difficultés financières post-pandémie. Le groupe Evergrande, qui ambitionnait des parts de marché importantes dans la mobilité électrique, avait acquis la totalité des parts de NEVS en 2020 et lourdement investi chez Faraday Future, le Suédois Koenigsegg, le constructeur de batteries CENAT, tout en développant sa propre marque Hengchi.

## Véhicules
- Saab 9-3 essence

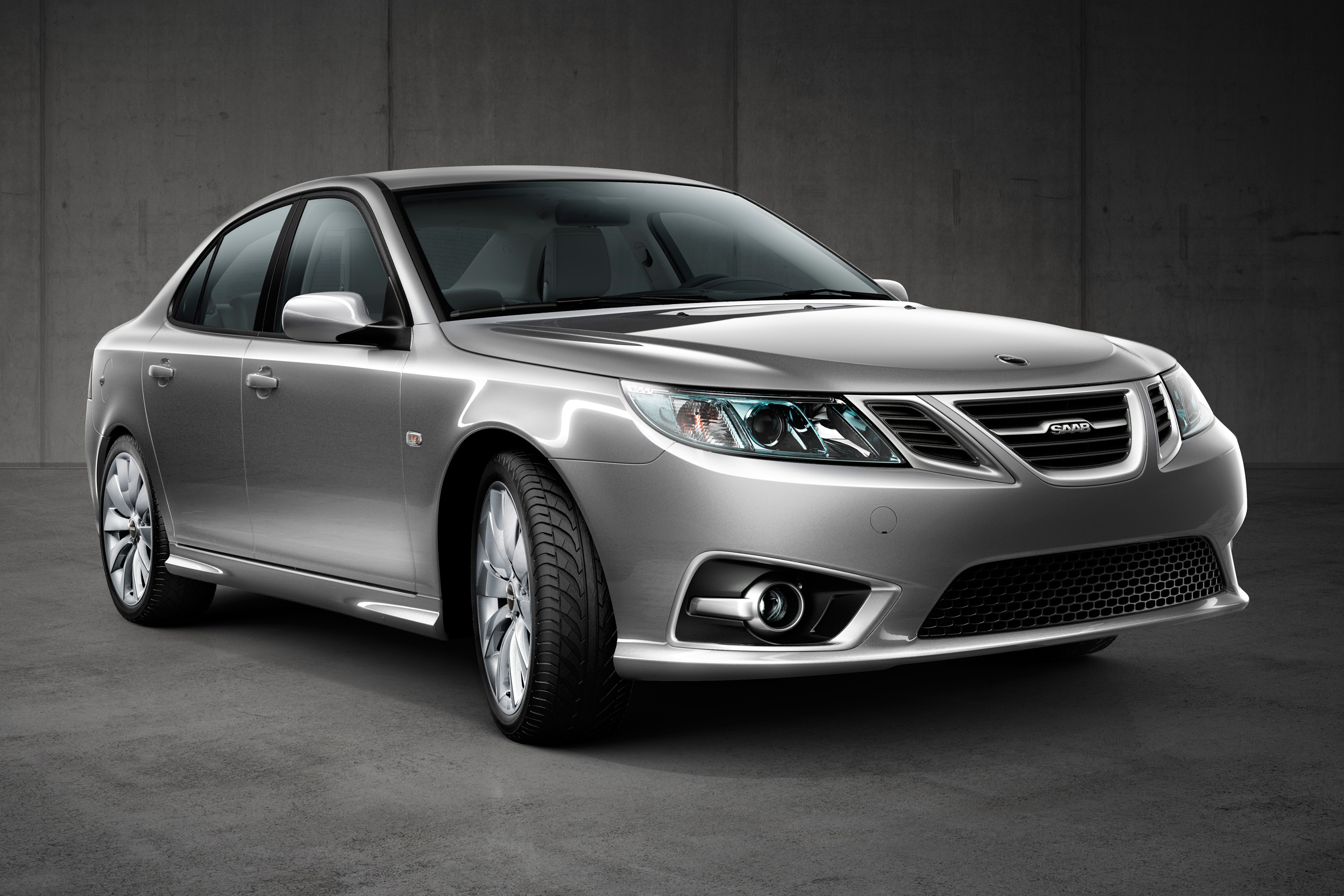
9-3 Aero essence (photo Nevs)

Avec les reliquats du précédent propriétaire, NEVS a pu produire le modèle 2011 de la Saab 9-3, édité sous l’ère Spyker. Il s’agissait du modèle Aero doté du dernier moteur 2.0t Biopower de 220 ch développé par Saab Powertrain. Par changement de fournisseurs, nombre d’éléments diffèrent de la version Spyker, notamment les sièges, dénués de la fameuse fonction Saab Active Head Restrain (SAHR). Le griffon disparaît au profit du seul acronyme argent sur fond noir. Si les versions suédoises se contentaient de la console multimédia basique, la version chinoise proposait un écran tactile sous système à noyau Android. Plus d’une trentaine de véhicules auront été vendus.
- NEVS 9-3 et 9-3X Concept

Ces deux prototypes aboutis, présentés au CES Asia 2017, reposent sur les Saab 9-3 berline et 9-3X cross-over. Entièrement électriques, ils affichent une carrosserie blanche redessinée, notamment pour les optiques (intégralement à LED) et les boucliers avant et arrière, une nouvelle calandre, un capot moteur surélevé, une garde au sol plus haute et quelques aspérités aérodynamiques nouvelles bien intégrées à l’ensemble. L’habitacle est entièrement modernisé, d’un design inédit, avec une instrumentation numérique sur écran. Bien que les caractéristiques techniques restent discrètes, la commercialisation des véhicules est prévue dès 2018 pour alimenter le parc d’une société de véhicules en « libre service » (autopartage) nommée DiDi.
- NEVS inMotion Concept

Révélé lui aussi à l’occasion du CES Asia 2017, il se présente comme un prototype inédit de véhicule connecté autonome pour un futur proche. Sorte de cabine futuriste assise sur quatre roues dissimulées chacune dans une coque, il s’ouvre du côté droit par une large porte transparente articulée vers le haut, et accueille les passagers à l’intérieur de l’habitacle sur quatre fauteuils mobiles dont la disposition est configurable en « salle » de réunion, de relations sociales ou de repos. Les vitres font également office d'écrans sur lesquels s’affichent des informations, du divertissement ou des motifs d’ambiance. Le véhicule connecté se consulte et se convoque via une application sur téléphone mobile, tablette ou ordinateur, laquelle permet aussi de configurer l’ambiance intérieure et de programmer le parcours et la destination. Doté d'une autonomie SAE de niveau 5, le niveau maximal, le véhicule est guidé par GPS et divers senseurs administrés par une intelligence artificielle non encore présentée.
- Sango

Développé à partir du concept inMotion, Sango est le premier véhicule électrique autonome opérationnel de NEVS, révélé à l'été 2020, et destiné à équiper sa solution de mobilité citadine PONS (pont en latin). L'intelligence artificielle du véhicule est issue d'un partenariat avec la startup chinoise AutoX, basée à Shenzhen, spécialiste des véhicules autonomes et aussi implantée dans la Silicon Valley. Avec AI Driver, son système de pilotage autonome, la jeune pousse déploiera ses propres taxis automatisés à Shenzhen en février 2021, dans un secteur chinois fortement concurrentiel. La plate-forme comprend six places modulables, dont quatre sont configurables en mode compartimenté, et peut conduire à bon port jusqu'à 6 passagers à travers la ville, à une vitesse maximale de 70 km/h, de façon totalement autonome (niveau 4) en plein trafic. L'essai technique du véhicule se déroule sur le site même de Trollhättan, ancienne usine Saab, et une flotte d'une dizaine de véhicules est prévue à Stockholm pour des essais pilotes du système complet en 2021.